# Escut de les Oluges
L'escut oficial de les Oluges. té el següent blasonament:
Escut caironat: de sinople, una creu plena d'or. Per timbre una corona mural de poble.

## Història
Va ser aprovat el 13 d'octubre de 1988.
La creu d'or sobre camper de sinople són les armes dels Oluja, senyors del castell del poble fins al segle xiv.